# Municipio de Trenton (Misuri)
El municipio de Trenton (en inglés: Trenton Township) es un municipio ubicado en el condado de Grundy en el estado estadounidense de Misuri. En el año 2010 tenía una población de 6393 habitantes y una densidad poblacional de 51,08 personas por km².

## Geografía
Según la Oficina del Censo de los Estados Unidos, el municipio tiene una superficie total de 125.15 km², de la cual 123.34 km² corresponden a tierra firme y (1.44%) 1.8 km² es agua.

## Demografía
Según el censo de 2010, había 6393 personas residiendo en el municipio de Trenton. La densidad de población era de 51,08 hab./km². De los 6393 habitantes, el municipio de Trenton estaba compuesto por el 96.21% blancos, el 0.78% eran afroamericanos, el 0.48% eran amerindios, el 0.5% eran asiáticos, el 0.03% eran isleños del Pacífico, el 0.86% eran de otras razas y el 1.13% pertenecían a dos o más razas. Del total de la población el 2.28% eran hispanos o latinos de cualquier raza.